# Estnische Akademie der Wissenschaften

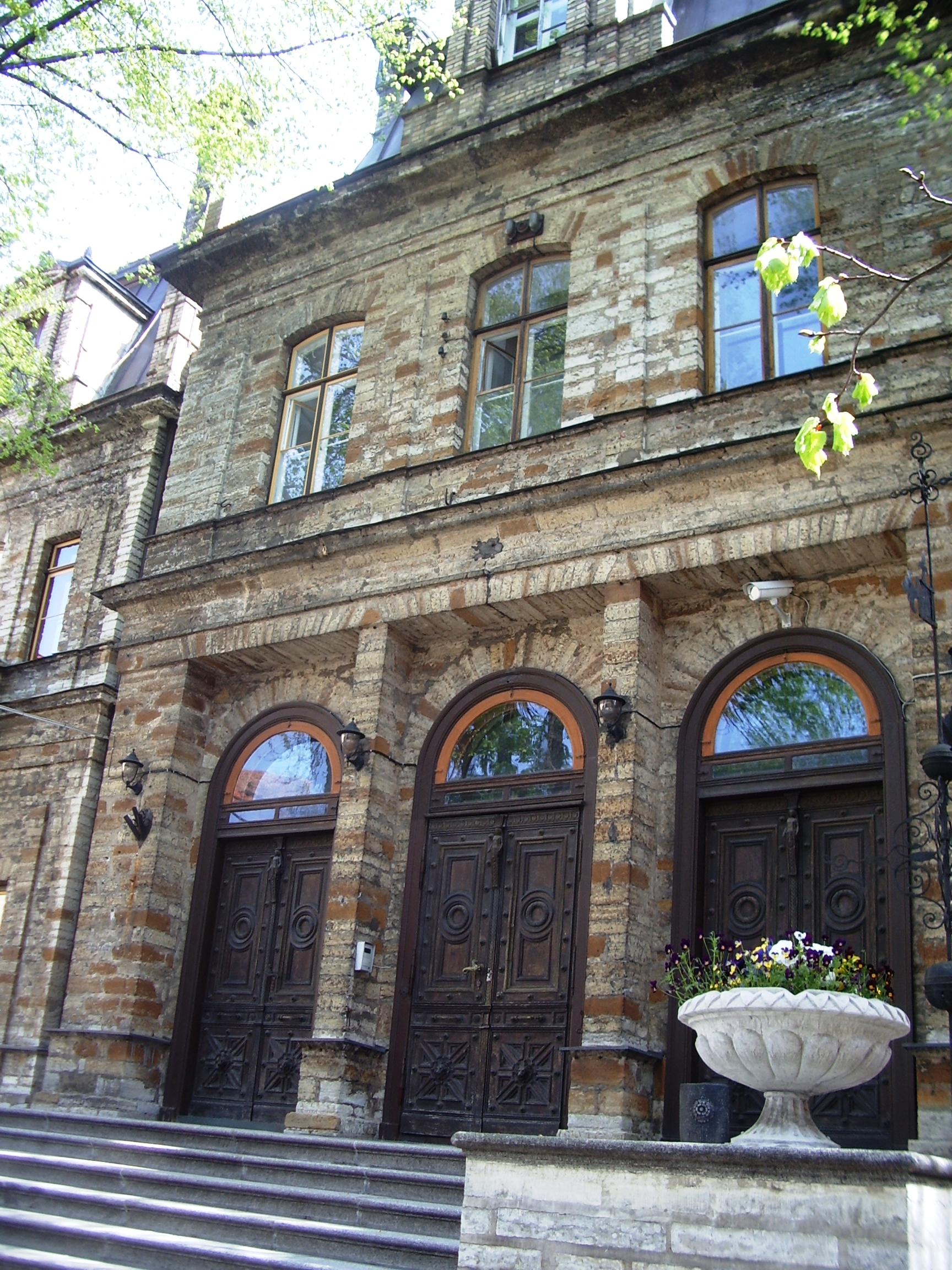
Kohtu 6, Tallinn, Sitz der Akademie

Die Estnische Akademie der Wissenschaften (estnisch Eesti Teaduste Akadeemia) ist die  Akademie der Wissenschaften in Estland mit Sitz in der Landeshauptstadt Tallinn.

## Akademie
Die Estnische Akademie der Wissenschaften ist eine unabhängige Vereinigung estnischer Spitzenwissenschaftler. Ihre Aufgabe besteht in der Schaffung eines Netzwerks anerkannter Experten, das mit Empfehlungen und Meinungen zur Willensbildung in Estland beiträgt. Zielgruppe ist neben den Fachkreisen auch die Öffentlichkeit. Daneben strebt die Estnische Akademie der Wissenschaften enge Kontakte mit entsprechenden ausländischen Institutionen an.

## Präsidenten
- 1938–1940 Karl Schlossmann
- 1946–1950 Hans Kruus
- 1950–1968 Johan Eichfeld
- 1968–1973 Arnold Veimer
- 1973–1990 Karl Rebane
- 1990–1994 Arno Köörna
- 1994–2004 Jüri Engelbrecht
- 2004–2014 Richard Villems
- 2014–2024 Tarmo Soomere
- seit 2024 Mart Saarma

## Mitglieder
Der Akademie gehörten im Jahre 2014 79 namhafte estnische Wissenschaftler sowie 19 ausländische Mitglieder an. Die Mitglieder der Akademie sind berechtigt, den estnischen Titel akadeemik zu führen.
Präsident ist seit 2014 der Mathematiker Tarmo Soomere.

## Abteilungen
- Abteilung für Astronomie und Physik (Astronoomia ja füüsika osakond)
- Abteilung für Informatik und Technologie (Informaatika- ja tehnikateaduste osakond)
- Abteilung für Biologie, Geologie und Chemie (Bioloogia, geoloogia ja keemia osakond)
- Abteilung für Geistes- und Sozialwissenschaften (Humanitaar- ja sotsiaalteaduste osakond)

## Geschichte
Die Estnische Akademie der Wissenschaften wurde 1938 als Gelehrtengesellschaft gegründet. Mit der Besetzung Estlands durch die Sowjetunion wurde die Akademie der Wissenschaften mit Erlass vom 17. Juli 1940 für aufgelöst erklärt. Im September 1945 wurde sie als „Akademie der Wissenschaften der Estnischen SSR“ (estnisch Eesti NSV Teaduste Akadeemia) wiedererrichtet. Sie bestand in der Zeit der Sowjetunion aus einer Zentralbibliothek und vier Fakultäten mit insgesamt fünfzehn Forschungsinstituten sowie weiteren wissenschaftlichen Einrichtungen und Museen.
Kurz vor Wiedererlangung der estnischen Unabhängigkeit wurde die Akademie im April 1989 wieder in Estnische Akademie der Wissenschaften umbenannt. Sie erhielt damit auch ihre heutige Struktur als reine Gelehrtengesellschaft zurück.

## Sitz
Der Sitz der Estnischen Akademie der Wissenschaften befindet sich auf dem Domberg in Tallinn. Das historische Gebäude, das sogenannte Palais Ungern-Sternberg, wurde 1865 durch den Berliner Architekten Martin Gropius errichtet. Bis zur sowjetischen Besetzung Estlands 1940 hatte dort die Kulturselbstverwaltung der deutschen Minderheit in Estland ihren Sitz.